# Michał Moskwa
Michał Moskwa (ur. 22 sierpnia 1915 w Zaborowie, zm. 10 sierpnia 2016 w Tokio) – polski duchowny rzymskokatolicki, salezjanin i misjonarz.

## Życiorys
Michał Moskwa był synem Wojciecha Moskwy. Był najmłodszym spośród sześciorga rodzeństwa. Trzy jego siostry zostały zakonnicami. Początkową edukację pobierał w salezjańskiej placówce w Daszawie, po czym rozpoczął nowicjat u salezjanów w Czerwińsku nad Wisłą. Śluby zakonne złożył w sierpniu 1937 roku, a 22 listopada tegoż roku przybył do Jokohamy. Wówczas zaczął uczyć się języka japońskiego. W Japonii studiował filozofię i teologię. W czasie II wojny światowej założył zakład zegarmistrzowski, który był źródłem utrzymania całego klasztoru. 21 grudnia 1946 roku otrzymał święcenia kapłańskie. Od 1958 roku był mistrzem salezjańskiego nowicjatu. Pracował jako wykładowca i asystent w niższym seminarium duchownym, był wychowawcą w sierocińcu, profesorem w salezjańskim instytucie filozoficzno-teologicznym i spowiednikiem oraz kapelanem sióstr i młodzieży. W 1976 roku sprowadził do Japonii polskie Zgromadzenie Sióstr Opatrzności Bożej. Był pierwszym salezjańskim misjonarzem w Japonii oraz założycielem salezjańskiej prowincji w Japonii.
Ksiądz Michał Moskwa zmarł w dniu 10 sierpnia 2016 roku w domu salezjańskim położonym w Meguro i został pochowany na tokijskim cmentarzu w dniu 13 sierpnia. Żył 100 lat, z czego 79 spędził w Japonii na misji. Swoje wspomnienia z pracy misjonarskiej w Japonii oraz pracy wychowawczej z japońskimi dziećmi i japońską młodzieżą zawarł w książce Odblaski. Wspomnienia misjonarza, która została wydana w 1978 roku w formie okrojonej przez cenzurę.

## Twórczość
- Odblaski. Wspomnienia misjonarza (1978)

## Odznaczenia
- 2007 – Krzyż Komandorski Orderu Odrodzenia Polski